# Comarca del Jallas
La comarca del Jallas (en gallego y oficialmente Xallas) es una comarca situada en el noroeste de España, provincia de La Coruña (Galicia). Limita, al norte, con las comarcas de Tierra de Soneira y Bergantiños; al este, con las comarcas de Santiago y La Barcala; al sur, con las comarcas de Noya y Muros; y al oeste, con la comarca de Finisterre.

## Municipios
Está formada por los municipios de Mazaricos y Santa Comba.